# Jamison Battle
Jamison P. Battle (Robbinsdale, Minnesota; 10 de mayo de 2001) es un baloncestista estadounidense que pertenece a la plantilla de los Toronto Raptors de la NBA. Con 2,01 metros de estatura, juega en la posición de alero. 

## Trayectoria deportiva

### Universidad
Jugó dos temporadas con los Revolutionaries de la Universidad George Washington, en las que promedió 13,5 puntos y 5,2 rebotes por partido. En su primera temporada fue incluido en el mejor quinteto de rookies de la Atlantic-10 Conference, mientras que en la segunda lo fue en el tercer mejor quinteto de la conferencia.
Para su temporada júnior fue transferido a los Golden Gophers de la Universidad de Minnesota, donde jugó otras dos temporadas, promediando 15,1 puntos, 5,1 rebotes y 1,3 asistencias por partido.
Jugó finalmente una quinta temporada como jugador graduado con los Buckeyes de la Universidad Estatal de Ohio, en la que promedió 15,3 puntos y 5,2 rebotes por encuentro.

#### Estadísticas
| Año     | Equipo            | PJ  | PT  | MPP  | %TC  | %3P  | %TL  | RPP | APP | ROB | TPP | PPP  |
| ------- | ----------------- | --- | --- | ---- | ---- | ---- | ---- | --- | --- | --- | --- | ---- |
| 2019–20 | George Washington | 32  | 30  | 35.3 | .399 | .366 | .846 | 5.2 | .6  | .4  | .4  | 11.8 |
| 2020–21 | George Washington | 15  | 15  | 36.5 | .475 | .354 | .787 | 5.2 | .7  | .9  | .3  | 17.3 |
| 2021–22 | Minnesota         | 29  | 29  | 36.7 | .450 | .366 | .759 | 6.3 | 1.0 | .4  | .4  | 17.5 |
| 2022–23 | Minnesota         | 27  | 27  | 35.6 | .371 | .311 | .781 | 3.8 | 1.7 | .6  | .4  | 12.4 |
| 2023–24 | Ohio State        | 35  | 35  | 31.3 | .469 | .433 | .926 | 5.2 | 1.4 | .4  | .2  | 15.3 |
| Total   | Total             | 138 | 136 | 34.8 | .431 | .369 | .833 | 5.2 | 1.1 | .5  | .4  | 14.6 |

### Profesional
Después de no ser seleccionado en el draft de la NBA de 2024, firmó con los Toronto Raptors el 16 de julio, y el 19 de octubre, Toronto convirtió su contrato en dual. El 27 de noviembre anotó 24 puntos, el máximo de su carrera, con 9 de 11 tiros, incluidos 6 de 8 triples, en una victoria como visitante por 119-93 contra los New Orleans Pelicans. El 7 de febrero de 2025 su contrato se convirtió en un contrato estándar de tres años.

## Estadísticas de su carrera en la NBA

### Temporada regular
| Año     | Equipo  | PJ | PT | MPP  | %TC  | %3P  | %TL  | RPP | APP | ROB | TPP | PPP |
| ------- | ------- | -- | -- | ---- | ---- | ---- | ---- | --- | --- | --- | --- | --- |
| 2024-25 | Toronto | 59 | 10 | 17.7 | .429 | .405 | .889 | 2.7 | .9  | .3  | .2  | 7.1 |
| Total   | Total   | 59 | 10 | 17.7 | .429 | .405 | .889 | 2.7 | .9  | .3  | .2  | 7.1 |